# Ernst Konstantin von Droste zu Hülshoff (Domherr, 1709)
Ernst Konstantin von Droste zu Hülshoff (Taufname: Ernst Konstantin Maria Franziskus Theodor) (* 6. August 1709; † 6. Juni 1756 in Osnabrück) war Domherr in Osnabrück.

## Leben

### Herkunft und Familie
Ernst Konstantin von Droste zu Hülshoff entstammte dem westfälischen Adelsgeschlecht Droste zu Hülshoff, einem der ältesten und bedeutendsten Westfalens.
Er war der Sohn des Heinrich Johann I. Droste zu Hülshoff und dessen Gemahlin Anna Mechtild von Lipperheide zu Ihorst (1684–1710, ehem. Stiftsdame im Stift Nottuln). Seine Geschwister waren
- Heinrich Wilhelm Droste zu Hülshoff (1704–1754), Nachfolger seines Vaters als Stammherr
- Richmod Mechtildis (* 8. September 1707, ⚭ 1733 Freiherr Christian von Nesselrode)
- Johann Matthias (* 25. Juli 1710, als Kleinkind verstorben)

### Wirken
Ernst Konstantin erhielt im Jahre 1727 durch päpstlichen Zuspruch eine Dompräbende in Osnabrück. Er studierte in Orléans und war hier Prokurator. 1730 übernahm er die von Rudolph von der Tinnen in der Servatikirche Münster gestiftete Erbmänner-Vikarie.
Am 21. Januar 1754 wurde Ernst Konstantin zur münsterschen Ritterschaft aufgeschworen und noch im selben Jahr Vormund der Kinder seines verstorbenen Bruders Heinrich Wilhelm. Am 13. November 1755 verzichtete er zugunsten seines gleichnamigen Neffen Ernst Konstantin von Droste zu Hülshoff (Domherr, 1736) auf seine Pfründe.
Er starb in der Domdechanei zu Osnabrück und wurde im Dom bestattet.